# Codino (acconciatura)

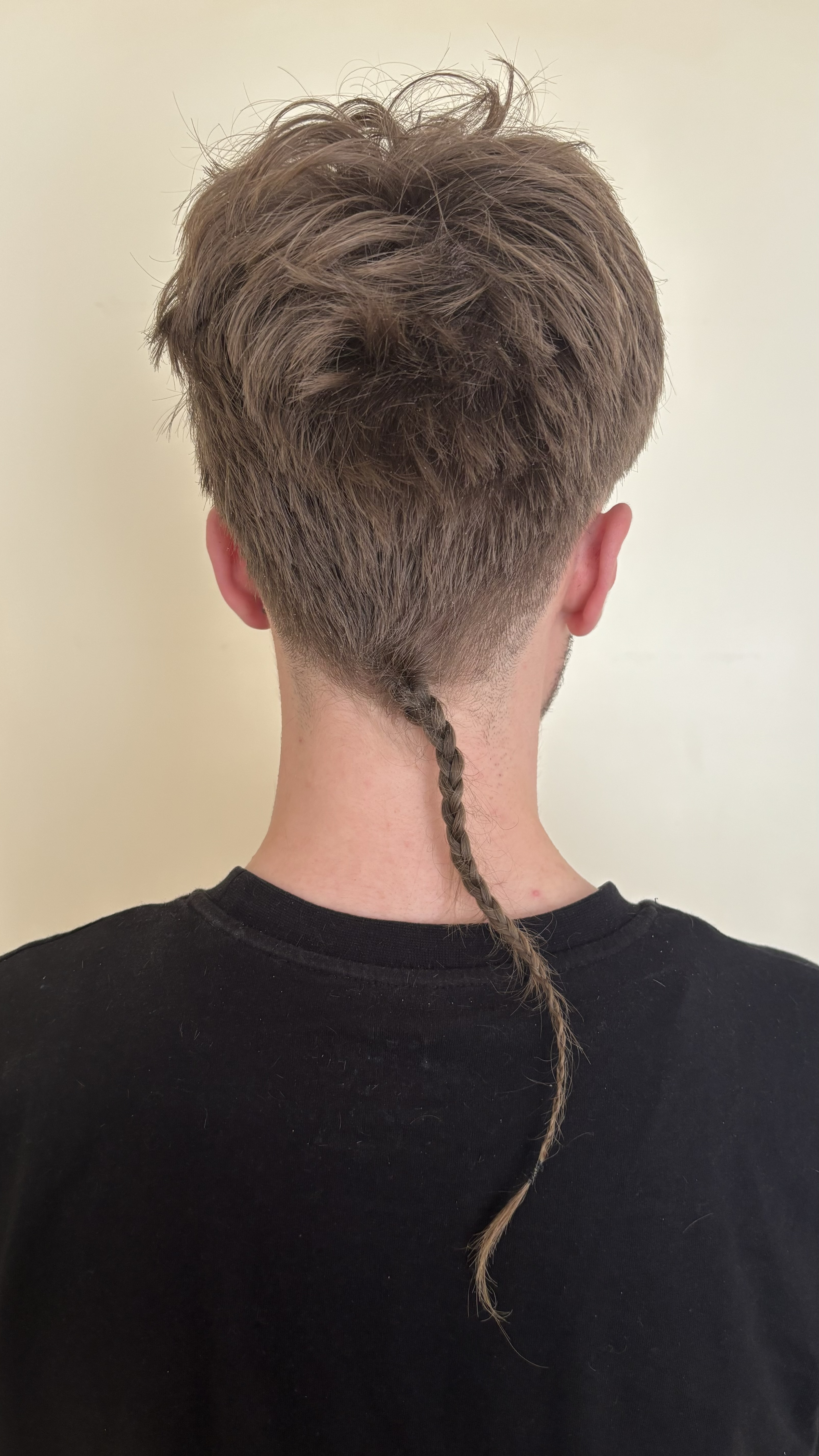

Un codino è un'acconciatura caratterizzata da una ciocca isolata che cresce verso il basso a partire dalla nuca, più lunga del resto dei capelli. 

## Descrizione
Il codino non ha necessità di essere legato, tuttavia può essere intrecciato, trattato come un dread, arricciato con permanente, stirato con la piastra o arricciato con un ferro. In alcuni casi, è composto da più code separate di lunghezza ridotta che non da una singola coda molto lunga. Di norma, per esaltarne la lunghezza, si abbina a capelli rasati o comunque corti. Non essendo un vero e proprio taglio di capelli ma più un accessorio, lo si trova abbinato ai più svariati tagli di capelli sia maschili che femminili, perché veniva e viene portato tuttora da entrambi i sessi. 

## Storia
Il codino trovò storicamente diverse applicazioni. Era infatti usato dai gentiluomini nell'Europa settecentesca, dai cinesi fino all'Ottocento e dai servitori in livrea nel corso di importanti cerimonie. Nel corso della rivoluzione francese il termine veniva usato per indicare i nobili, che portavano parrucche con una coda. Più tardi, durante la Restaurazione, indicava i reazionari.
Il codino ebbe un certo periodo di grande popolarità negli anni 1980, specie tra gli uomini. In tale versione, il codino partiva dalla base posteriore del capo. La moda proseguì nel decennio successivo.
Il taglio è conosciuto in molte lingue come "coda di ratto". Ciò si verifica nell'inglese (rattail), nel tedesco (Rattenschwanz) e lo spagnolo (cola de rata).
Oggi il taglio è meno popolare che in passato e viene spesso portato dai bambini, più raramente anche da adulti.